# Centro Cultural Chino Nicaragüense
El Centro Cultural Chino Nicaragüense es una institución dedicada a la promoción de la cultura, el idioma y la amistad entre China y Nicaragua. Fundado en 1987 en Managua, ha funcionado como un importante vínculo cultural entre ambos países, ofreciendo espacios de formación, intercambio y eventos culturales.

## Historia
El centro fue inaugurado tras el establecimiento de relaciones diplomáticas entre China y Nicaragua en la década de 1980. Desde entonces, ha promovido la cultura china a través de actividades educativas y artísticas. Con el restablecimiento de relaciones con la República Popular China en 2021, el centro ha ampliado su agenda y fortaleció sus vínculos institucionales con la Embajada China y otras entidades culturales.

## Actividades
El centro ofrece:
Clases de chino mandarín para niños, jóvenes y adultos
Talleres de caligrafía, cocina china, danza del león y tai chi
Exposiciones artísticas y fotográficas
Cine chino, ciclos de conferencias y celebraciones del Año Nuevo Chino
También colabora con universidades y escuelas nicaragüenses en la difusión del idioma y la cultura china, y organiza actos conmemorativos y diplomáticos.

## Relación cultural
El centro ha sido un puente para el entendimiento cultural, la cooperación bilateral y el fortalecimiento de la diplomacia popular. A través de sus programas, ha contribuido al conocimiento mutuo y la diversidad cultural en el país